# Свободные офицеры (Ирак)
Свободные офицеры (араб. تنظيم الضباط الوطنيين‎) — нелегальная армейская организация в Ираке, осуществившая июльскую революцию, свергнувшую монархию и установившую республиканскую форму правления. Организация была создана в конце 1949 года под влиянием одноимённой организации в Египте. В числе лидеров свободных офицеров были полковник Абдель-Салам Ареф, бригадный генерал Абдель-Керим Касем и другие.